# Robert van Boxel
Robert van Boxel (Zwanenburg, 20 gennaio 1983) è un ex calciatore olandese, di ruolo difensore.

## Carriera
Ha giocato in massima serie con PSV Eindhoven (una presenza nel 2002-2003), ADO Den Haag (12 presenze nel 2003-2004) e Cambuur.